# جنایت نفسانی
جنایت نفسانی (ایتالیایی: Delitto carnale) یک فیلم اروتیک دلهره‌آور جالو به کارگردانی چزاره کانِـواری است که در سال ۱۹۸۲ منتشر شد. از بازیگران فیلم می‌توان به مارک پورل و موانا پوتسی اشاره کرد.